# Maximum Overload
Albums de DragonForce
The Power Within
(2012) Reaching into Infinity
(2017)
Singles
1. The Game
Sortie : 18 juin 2014
2. Defenders
Sortie : 17 juillet 2014
3. Ring of Fire
Sortie : 7 août 2014

Maximum Overload est le sixième album studio du groupe de power metal britannique DragonForce sorti le 18 août 2014 sur Edel AG en Europe et le 19 août 2014 sur Metal Blade Records aux États-Unis.

## Liste des morceaux
Toute la musique est composée par Sam Totman et Frédéric Leclercq.
| No  | Titre                                 | Durée |
| --- | ------------------------------------- | ----- |
| 1.  | The Game (avec Matt Heafy)            | 4:56  |
| 2.  | Tomorrow's Kings                      | 4:13  |
| 3.  | No More (avec Matt Heafy)             | 3:50  |
| 4.  | Three Hammers                         | 5:50  |
| 5.  | Symphony of the Night                 | 5:19  |
| 6.  | The Sun Is Dead                       | 6:34  |
| 7.  | Defenders (avec Matt Heafy)           | 5:47  |
| 8.  | Extraction Zone                       | 5:06  |
| 9.  | City of Gold                          | 4:43  |
| 10. | Ring of Fire (reprise de Johnny Cash) | 3:15  |

## Composition du groupe
- Marc Hudson : chant
- Herman Li : guitare, chœurs
- Sam Totman : guitare, chœurs
- Dave Mackintosh : batterie, chœurs
- Vadym Proujanov : claviers, piano, chœurs
- Frédéric Leclercq : basse, chœurs

### Musiciens additionnels
- Matt Heafy : chant sur Defenders, No More et The Game
- Clive Nolan : chœurs